# Буха, Иван
Иван Буха (укр. Іван Буха; порт. Ivan Buha; род. 19 июня 1996, Черновцы, Украина) — португальский футболист украинского происхождения, левый и центральный защитник.

## Карьера
Играл в молодёжных командах «Баррейренсе» и «Виньенси», в команде «Спортинга» до 17 и командах клубов «Насьонал» и «Униан Лейрия» до 19 лет.

### «Зимбру»
В 2022 году перешёл в молдавский «Зимбру». В Национальном дивизионе дебютировал 12 марта 2022 года в матче с ФК «Бэлць», выйдя вместо Кристиана Дани на 78-й минуте.